# Sarvivuori
Sarvivuori je prvním sólovým albem finského zpěváka Timo Rautiainena. Bylo vydáno v roce 2006 společností King Foo. Album a jeho stejnojmenná titulní píseň se jmenují podle místa, kde Rautiainen žije. Albu předcházel singl Punainen viiva.

## Seznam skladeb
1. Eteenpäin
2. Pesäpallomaila
3. Punainen viiva
4. Sinulle
5. Uskonnonpastori
6. Lumi
7. Meille niin rakas
8. Vesien hallitsijan testamentti
9. Sarvivuori
10. Hiljaisen talven lapsi

## Hudebníci
- Timo Rautiainen
- Jussi Lampi
- Alexander Kuoppala
- Tuomas Holopainen
- Peter Engberg
- Nils Ursin